# Condado de Massac
El condado de Massac es un condado estadounidense, situado en el estado de Illinois. Según el censo de los Estados Unidos del 2000, la población es de 15 161 habitantes. La cabecera del condado es Metropolis. 

## Geografía
Según la Oficina del Censo de los Estados Unidos, el condado tiene un área total de 655 km² (768 millas²). De estas (619 km² (242 mi²) son de tierra y 8 km² (3 mi²) son de agua.

### Colindancias
- Condado de Pope  - norte
- Condado de Livingston  - este
- Condado de McCracken  - sur
- Condado de Pulaski  - oeste
- Condado de Johnson  - noroeste

## Historia
Fue formado de los condados de Johnson y Pope y fue nombrado por el fuerte Massac.

## Demografía
Según el censo del año 2000, hay 15 161 personas, 6261 cabezas de familia, y 4320 familias que residen en el condado. La densidad de población es de 24 hab/km² (63 hab/mi²). La composición racial tiene:
- 92.57% Blancos (No Hispanos)
- 0.81% hispanos (Todos los tipos)
- 5.48% Negros o Negros Americanos (No Hispanos)
- 0.33% Otras razas (No Hispanos)
- 0.26% Asiáticos (No Hispanos)
- 1.16% Mestizos (No Hispanos)
- 0.20% Nativos Americanos (No hispanos)
- 0.33% Isleños (No Hispanos)

Hay 6261 cabezas de familia, de los cuales el 30% tienen menores de 18 años viviendo con ellos, el 55.50% son parejas casadas viviendo juntas, el 10.00% son mujeres que forman una familia monoparental (sin cónyuge), y 31.00% no son familias. El tamaño promedio de una familia es de 2.37 miembros.
En el condado el 23% de la población tiene menos de 18 años, el 7.90% tiene de 18 a 24 años, el 27.50% tiene de 25 a 44, el 23.80% de 45 a 64, y el 17.80% son mayores de 65 años. La edad media es de 40 años. Por cada 100 mujeres hay 91.7 hombres. Por cada 100 mujeres mayores de 18 años hay 87.9 hombres.

Tabla de la evolución demográfica:
|       | 1900   | 1910   | 1920   | 1930   | 1940   | 1950   | 1960   | 1970   | 1980   | 1990   | 2000   |
| ----- | ------ | ------ | ------ | ------ | ------ | ------ | ------ | ------ | ------ | ------ | ------ |
| TOTAL | 13 110 | 14 200 | 13 559 | 14 081 | 14 937 | 13 594 | 14 341 | 13 889 | 14 990 | 14 752 | 15 161 |

## Economía
Los ingresos medios de un cabeza de familia el condado es de $31 498, y el ingreso medio familiar es $39 068.00 Los hombres tienen unos ingresos medios de $32 793 frente a $20 399 de las mujeres. El ingreso per cápita del condado es de $16 334.00 El 13.50% de la población y el 10.40% de las familias están debajo de la línea de pobreza. Del total de gente en esta situación, 16.40% tienen menos de 18 y el 14.10% tienen 65 años o más.